# کوهن (نام خانوادگی)
کوهن (عبری: כֹּהֵןkōhēn, "کوهن") یک نام خانوادگی یهودی با منشاهای متعلق به کتاب مقدس است (کوهن را ببینید). این نام در بین یهودیان بسیار شایع است.

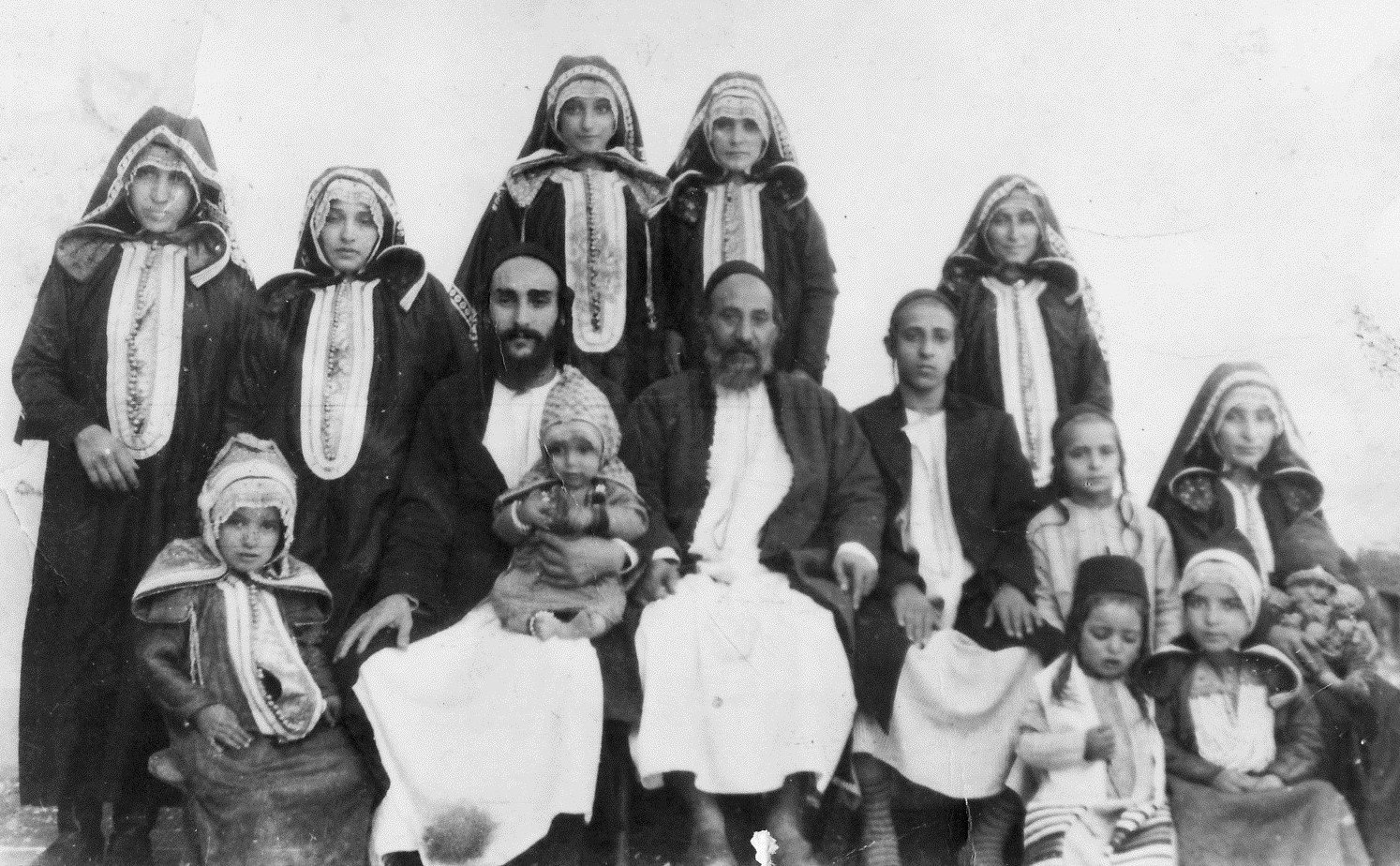
خانواده سلیمان کوهن در صنعا، در حدود ۱۹۴۴

داشتن این نام خانوادگی نشان می‌دهد که نیاکان پدرتبار شخص روحانیانی در پرستش‌گاه اورشلیم بوده‌اند. چنین روحانی کوهن نامیده می‌شد و به طبقه موروثی برآمده از این روحانیان جمیعاْ کوهانیم گفته می‌شود. از آنجا که به دلیل یهودیان تبعیدی زبان‌های مختلفی مورد استفاده قرار گرفته، این نام خانوادگی گونه‌های مختلفی به خود گرفته.